# Дионисий Радонежский
Диони́сий Ра́донежский (в миру — Давид Фёдорович Зобниновский (также Зобнинов, Зобнинский, Зобниковский); ок. 1570, Ржев — ок. 5 (15) мая 1633 года, Троице-Сергиева лавра) — архимандрит Троице-Сергиевой лавры, святой Русской православной церкви, почитается в лике святых как преподобный. Память:12 (22) мая, а также в Соборах Тверских, Радонежских и Московских святых (празднования установлены в 1979, 1981 и 2001 годах соответственно).

## Биография
Родился в посадской семье. При крещении был наречён Давидом (в честь Давида Солунского). Когда ребёнку исполнилось 5 или 6 лет, его родители переехали в Старицу, где отец стал старостой Ямской слободы. В это время Давид был отдан на воспитание местным священникам: Гурию Ржевитину и Герману Тулупову.
Достигнув совершеннолетия, по настоянию родителей вступил в брак с женщиной по имени Васса, которая родила ему двоих сыновей — Василия и Козму. В это время стал священником при церкви Богоявления, находившейся в одном из владений Свято-Успенского монастыря в Старице. После смерти жены и обоих сыновей (ок. 1601—1602 года) был пострижен под именем Дионисия в этом же монастыре, где вскоре стал казначеем, а в середине 1605 года или в августе 1607 года — архимандритом.
Во время настоятельства Дионисия в Свято-Успенский монастырь был привезён низложенный патриарх Иов. Вопреки предписаниям Лжедмитрия I, Дионисий оказал Иову очень тёплый приём, а когда в июне 1607 году тот скончался, архимандрит установил на его могиле «палатку» — каменное надгробие.
В феврале 1610 года Дионисий был поставлен архимандритом Троице-Сергиева монастыря, осаду которого незадолго до описываемого времени сняли войска Михаила Скопина-Шуйского и Якоба Делагарди. Сразу же после возведения в сан начал активно содействовать открытию больниц, а также «дворов и изб розных на странноприятельство». Параллельно с этим Дионисий и Авраамий Палицын писали и рассылали грамоты в «смутные города», призывая к объединению для борьбы с врагом и к оказанию посильной поддержки Первому ополчению. До наших дней дошли списки трёх таких грамот: от июня 1611 года, от октября 1611 года и от апреля 1612 года.
14 (24) августа 1612 года архимандрит принял в монастыре шедшее к Москве Второе ополчение и благословил ратников на освобождение столицы, сказав: «Бог с вами и великий чюдотворец Сергий на помощь постояти и пострадати вам за истинную, за православную християнскую веру». Как отмечает автор «Нового летописца», напутствие архимандрита Дионисия во многом поспособствовало поднятию боевого духа ополченцев.
Приблизительно в это же время появилось анонимное «Послание к воеводам князю Димитрию Трубецкому и князю Димитрию Пожарскому», которое, по мнению современных исследователей, принадлежит перу Дионисия. Развивая мысль о необходимости соединения ополчений, автор также рассуждал о значении заповеди любви для христианина и о том, как должны себя вести истинные вожди народа, не желающие погубить страну и вызвать гнев Божий.

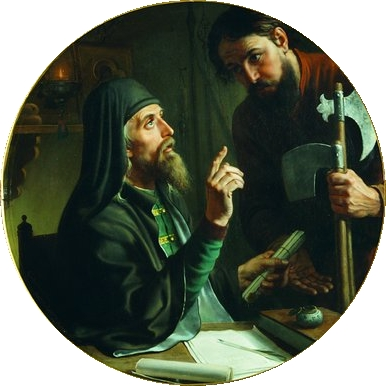
Михаил Скотти. «Преподобный Дионисий Зобниновский вручает патриотическую грамоту воину — защитнику осаждённого Троице-Сергиева монастыря» (1851, Сергиево-Посадский государственный историко-художественный музей-заповедник).

В ноябре 1612 года при освобождении Москвы Дионисий совершил молебен на Лобном месте перед вступившим в столицу объединённым русским войском Первого и Второго ополчений.
26 апреля (6 мая) 1613 года Дионисий принял в Троице-Сергиевом монастыре ехавшего в Москву Михаила Фёдоровича, а 11 (21) июля 1613 участвовал в его венчании на царство.
8 (18) ноября 1616 года Дионисий получил грамоту от Михаила Фёдоровича, где царь предписывал архимандриту заняться исправлением Требника, подключив к этой работе тех старцев, которые «подлинно и достохвално извычни книжному учению и грамотику и риторию умеют». Необходимо было не только внести исправления, но и обновить состав книги, так как её впоследствии собирались отдать в печать. Вместе со старцами Арсением Глухим, Антонием Крыловым и Иоанном Наседкой архимандрит исправил и существенно расширил текст Требника по сравнению с последним изданием, вышедшим в 1602 году. Кроме того, учёные иноки выправили тексты и других богослужебных книг — Триоди цветной, Октоиха, Общей минеи.
К маю 1618 года работа была завершена, после чего, в соответствии с предписаниями царского указа, справщикам предстояло составить «отписку» и передать её в приказ Большого дворца. Эту миссию взял на себя архимандрит Дионисий. Оповестив представителей светской власти, он отправился к местоблюстителю патриаршего престола митрополиту Ионе, чтобы ознакомить с результатами работы и его. Представленные архимандритом тексты поступили на рассмотрение Церковного собора, который начал работу 4 (14) июля 1618 года. В тот же день против архимандрита и его помощников выступила группа иноков Троице-Сергиева монастыря, состоявшая из уставщика Филарета, головщика Лонгина и ризничего Маркелла (Колчина), к которым присоединились старец Дорофей из Новоспасского монастыря и архимандрит Чудова монастыря Авраамий. Монахи отправили митрополиту Ионе несколько «речей», где обвинили Дионисия в том, что он «во многих книгах выскребал, и вырезал, и писал во том месте по своему произволу».
После долгих и упорных споров справщикам был вынесен обвинительный приговор. 18 (28) июля 1618 года Собор осудил их за то, что они «имя Святые Троицы в книгах велели морати и Духа Святого не исповедуют, яко огнь есть». Первое из этих обвинений было связано с исправлением конечных славословий в молитвах (справщики изъяли из обращений к Богу Отцу или к Богу Сыну упоминание других Лиц Святой Троицы). Второе обвинение имело в виду изменение текста молитвы, читавшейся в навечерие Богоявления, где из прошения: «Сам и ныне, Владыко, освяти воду Духом Твоим Святым и огнем» — было удалено «и огнем» (не найдя этих слов в наиболее ранних источниках текста, справщики вполне обоснованно расценили их как позднейшую вставку).
Дионисий и Иоанн Наседка лишились права проводить богослужения, а старцы Арсений и Антоний были лишены причастия. В течение четырёх дней после вынесения приговора Дионисия приводили на Патриарший двор и на подворье митрополита Ионы, где подвергали побоям и требовали уплаты пени в размере пятисот рублей. Поскольку Дионисий отказался вносить требуемую сумму (это прекратило бы дело, но было бы равнозначно признанию вины), его отдали под стражу, а впоследствии «отправили на смирение» в Новоспасский монастырь.
В апреле 1619 года в Москву приехал патриарх Иерусалимский Феофан IV, а в июне того же года возвратился из польского плена патриарх Филарет. Через неделю после его возведения на патриарший престол был созван Собор для пересмотра дела архимандрита Дионисия. Работа Собора завершилась полным оправданием троицкого настоятеля и его коллег. Вскоре после этого Арсений Глухой и Антоний (Крылов) стали справщиками Московского печатного двора, Иоанн Наседка — священником Благовещенского собора, а Дионисий вернулся в Троице-Сергиев монастырь. Кроме того, патриархом Филаретом были приняты почти все исправления в конечных славословиях молитв, а также устранение слов «и огнем» из текста молитвы, читавшейся в навечерие Богоявления: 9 (19) декабря 1625 года он поручил игумену Антониево-Сийского монастыря Ионе собственноручно внести последнюю из упомянутых корректив во все доступные ему богослужебные книги и проследить за тем, чтобы с января священнослужители «святили воду в навечерии Святых Богоявлении по сему нашему указу бес прилогу „огня“».

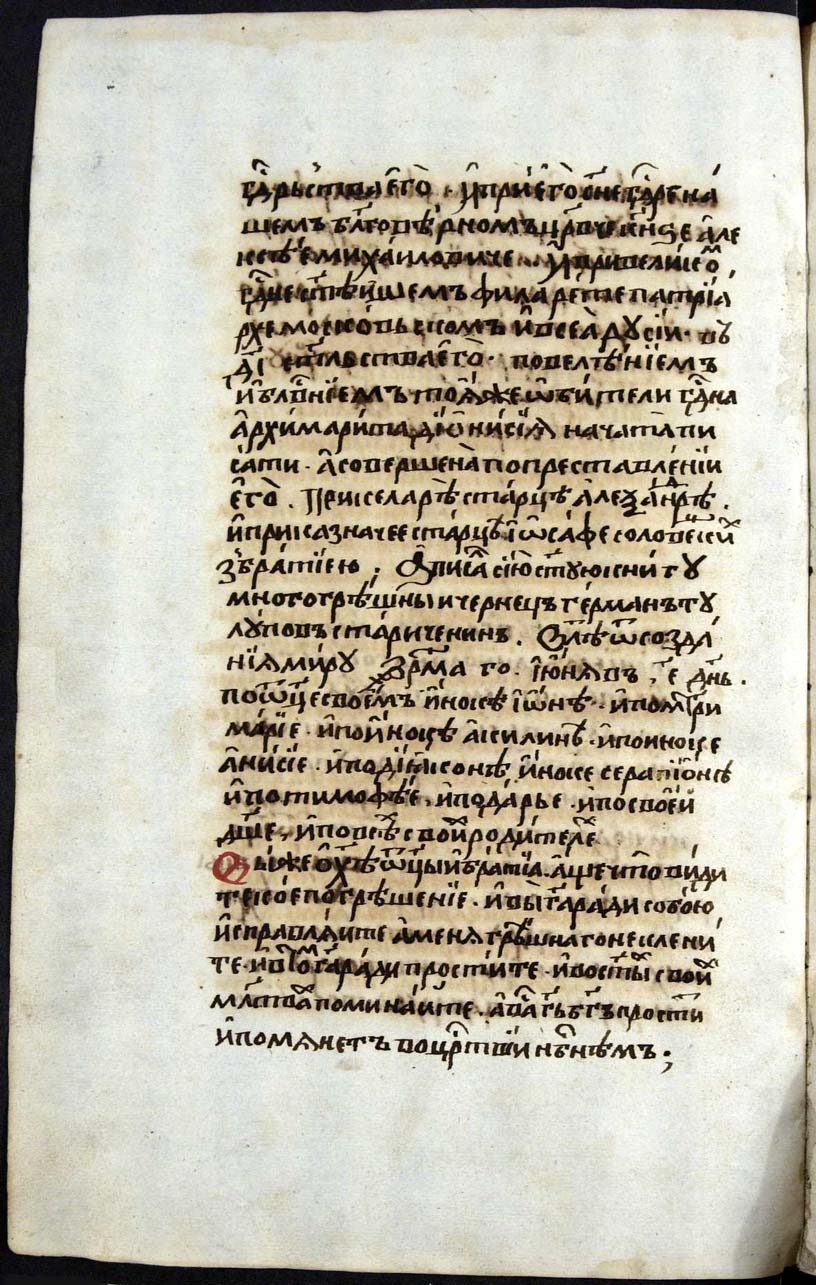
Страница сборника житий русских святых, составленного в 1633 году по поручению архимандрита Дионисия (Российская государственная библиотека. Ф. 304.I. № 694).

В начале 1620-х годов троицкий архимандрит проявил себя как вдохновитель многих архитектурно-строительных мероприятий, «ово церкви воздвигая наново, иныя же после разорения обновляя». В частности, в 1621 году около трапезной Троице-Сергиева монастыря была воздвигнута каменная церковь во имя преподобного Михаила Малеина — небесного покровителя царя Михаила Фёдоровича. В 1622 году была разобрана, а затем построена вновь церковь над гробом преподобного Никона, освящённая 21 сентября 1624 года. Основывая церкви и храмы, архимандрит Дионисий заботился и о снабжении их утварью: «Книги же и кадила, и кресты, сосуды, патрахели, ризы, стихари и прочая утвари церковныя строяше и в церкви отдаяше. Но ещё и в запасе у себя храняше многия утвари во украшение в церковные потребы». Большое количество таких предметов было приобретено преподобным на собственные средства. Несколькими годами ранее, 15 (25) декабря 1619 года, Дионисий освятил храм Нерукотворного Спаса в селе Деулино, который был воздвигнут по повелению Михаила Фёдоровича в память о заключённом в этом месте мирном договоре между Россией и Речью Посполитой.
Ещё одно крупное начинание, предпринятое при жизни Дионисия, связано с именем его учителя Германа Тулупова. 1 (11) марта 1626 года принявший постриг в Троице-Сергиевом монастыре, он по поручению архимандрита составил Четьи-Минеи (1627—1632), сборник житий русских святых (1633), а также сборник, содержавший жития преподобных Сергия и Никона Радонежских и службы им (ок. 1630 года). Последняя из названных рукописей содержит исправления, сделанные рукой Дионисия.
В начале мая 1633 года архимандрит скончался. Его останки по распоряжению патриарха Филарета были привезены в Москву в Богоявленскую церковь за Ветошным рядом, где и происходило отпевание. 10 (20) мая 1633 года тело архимандрита было погребено в Троице-Сергиевом монастыре у юго-западного притвора Троицкого собора. В настоящее время мощи святого находятся в Серапионовой палатке этого же собора.

## В культуре
По мнению этнографа С. В. Максимова, суд над Дионисием Радонежским и его коллегами-справщиками отразился в крылатом выражении «Огонь попа жжёт» — «несокрушимой в правде пословице о неизбежности для всякого человека беды и греха». Отдельные события жизни архимандрита были запечатлены на картинах М. И. Скотти («Преподобный Дионисий Зобниновский вручает патриотическую грамоту воину — защитнику осаждённого Троице-Сергиева монастыря», 1851) и В. М. Васнецова («Архимандрит Троицкой лавры преподобный Дионисий вместе с келарем Авраамием Палицыным диктуют грамоту о собрании народного ополчения для освобождения Москвы от поляков»). Кроме того, Васнецов в 1913 году работал над проектом памятника патриарху Гермогену и архимандриту Дионисию, который предполагалось воздвигнуть на Красной площади; этот замысел остался нереализованным.

## Храмы и монастыри, связанные с именем Дионисия Радонежского
- Московская область, город Сергиев Посад, Троице-Сергиева лавра.
- Тверская область, город Старица, Старицкий Успенский мужской монастырь
- Тверская область, город Ржев, Владимирская церковь, что при богадельне (придел Дионисия Радонежского; не сохранилась)
- Тверская область, деревня Глебово, церковь Богоявления Господня (престол Дионисия Радонежского; не сохранилась)
- Тверская область, деревня Десятины, часовня Преподобного Дионисия (не сохранилась)
- Белоруссия, город Гомель, Гомельский Никольский мужской монастырь. Церковь Дионисия Радонежского (действующая).

## Православные братства, связанные с именем Дионисия Радонежского
- Ржевское Богородице-Владимирское, Арсение-Дионисевское благотворительное братство (основано в 1871 г. по инициативе Т. И. Филиппова и его супруги М. И. Филипповой; названо в честь Владимирской иконы Божией Матери и преподобных Арсения Новгородского и Дионисия Радонежского)[35].

## Галерея

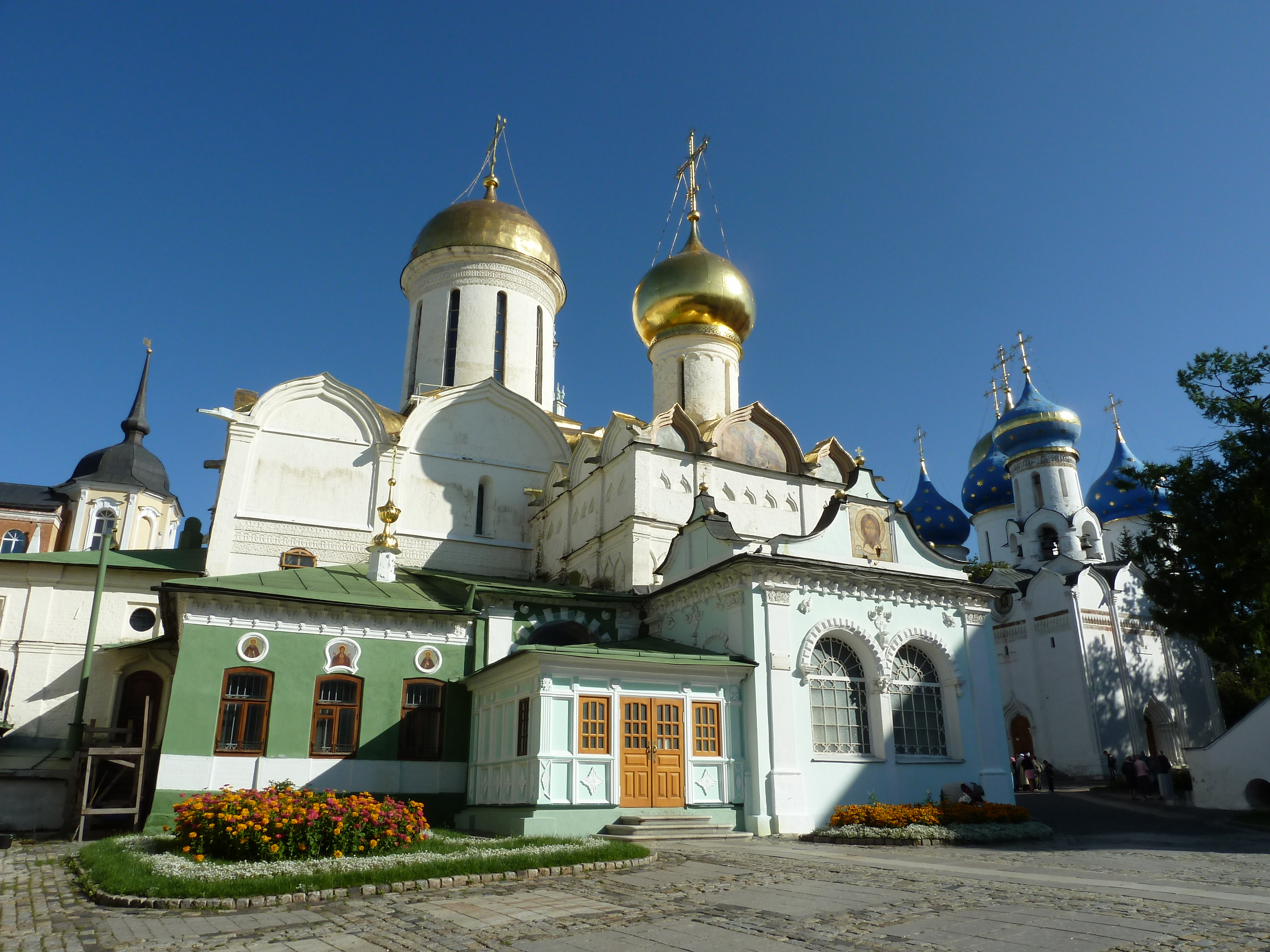
Серапионова палатка Троицкого собора Троице-Сергиевой лавры, где находится рака с мощами Дионисия Радонежского.

### Комментарии
1. ↑  Отдельные авторы ошибочно[8] относили это событие к 29 июня[9] или к июлю[10].